# The Dance
The Dance — шестой студийный альбом Faithless, выпущенный в 2010 году. Самыми известными композициями альбома стали треки «Not Going Home» и «Sun to Me» незадолго до выхода альбома, а также «Tweak Your Nipple» и «Feeling Good» (при участии Дайдо), вышедшие синглами впоследствии.
Альбом оказался коммерчески успешным, разойдясь тиражом в 600 000 копий; в 2010 году Independent Music Companies Association присвоила альбому золотой статус продаж

## Об альбоме

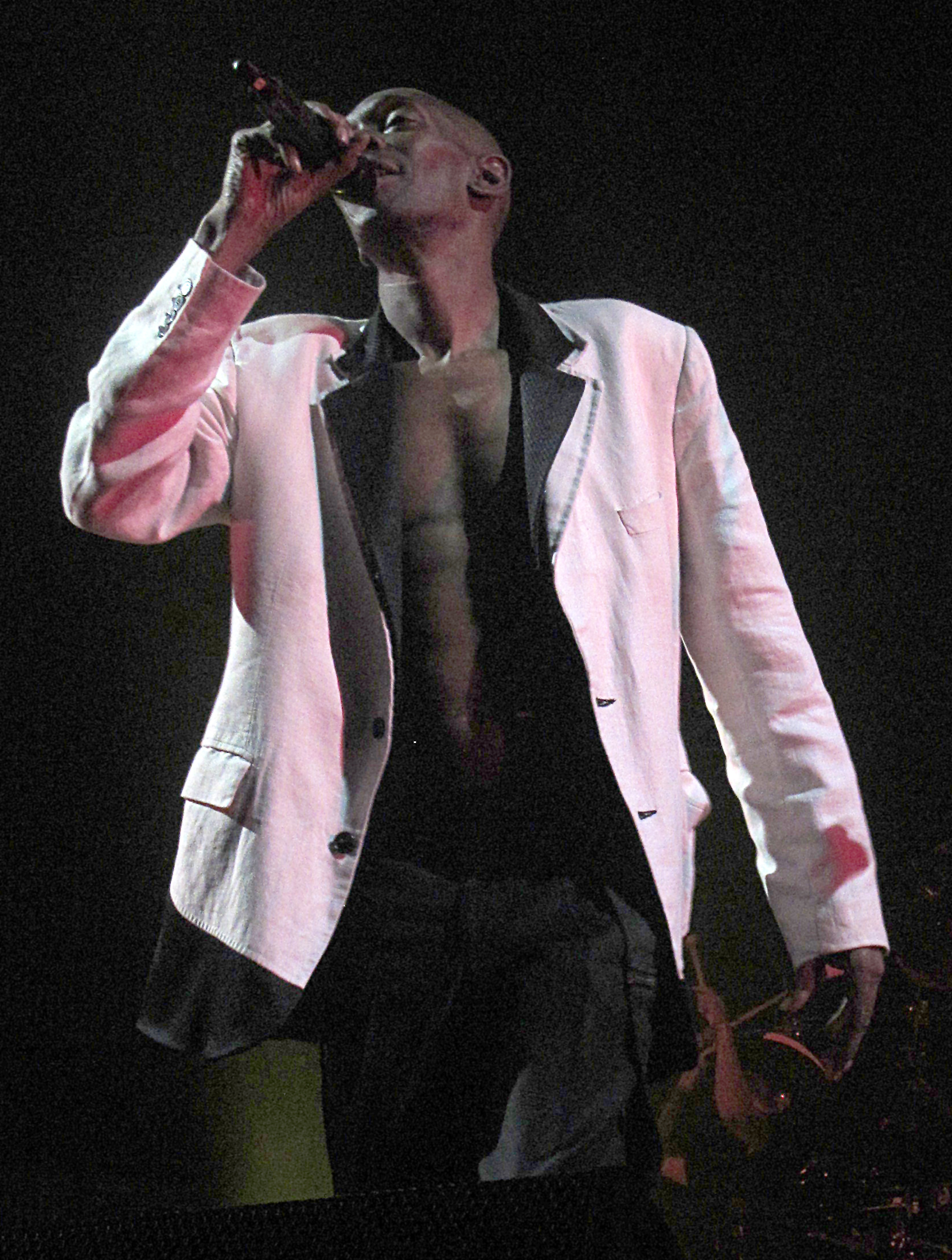
Манчестер, 2010 год

Альбом ознаменовал «возвращение группы к корням» своего звучания. Фронтмен группы Maxi Jazz пояснил, что альбом станет «возвращением к прошлому со взглядом на будущее»: «Это, наверное, самый „танцевальный“ альбом из всех, что мы создавали; это словно возвращение к тому, что мы делали раньше, но в большем масштабе». Sister Bliss заметила, что все участники группы, особенно она, глубоко вовлечены в клубную культуру: «Ночной диджеинг определённо будет моим концом, но я хороша в этом, чёрт побери! Я всегда считала, что хаус-музыка обладает глубоко поглощающим воздействием; она впитана моим ДНК. Я раздражаюсь, когда танцевальная музыка расценивается как бессмысленная ерунда, потому что это гальванизирующая сила людей, собирающихся вместе и создающих нечто позитивное. Нет ничего более радостного, чем люди, танцующие и теряющие себя в музыке.»
Альбом выпущен на собственном лейбле группы Nate’s Tunes. Расширенная версия альбома носит название The Dance Never Ends и включает 10 дополнительных ремиксов.
«Crazy Bal’heads» является кавер-версией композиции Боба Марли «Crazy Baldhead» с альбома Rastaman Vibration.

## Отзывы критиков
Рецензент журнала Now Its On: «The Dance, заполненный шести- и семиминутными треками, — это возвращение в клубы, и на нём есть треки (как „Not Going Home“), способные покорить их. „Tweak Your Nipple“ — массивный, штурмовой дэнс-шедевр… The Dance — это отличный релиз для Faithless и ответ тем, кто задавался вопросом, не ушли ли времена танцевальной музыки Faithless в прошлое. Альбом сочетает в себе эклектику, которой известен коллектив; расслабляющие моменты сменяются монументальными танцевальными треками и позитивными посланиями от Maxi Jazz.»

## Список композиций
| №   | Название               | Автор(ы)                                      | При участии       | Длительность |
| --- | ---------------------- | --------------------------------------------- | ----------------- | ------------ |
| 1.  | «Not Going Home»       | Maxi Jazz, Rollo, Sister Bliss                |                   | 6:40         |
| 2.  | «Feel Me»              | Neil Arthur, Stephen Luscombe                 | Blancmange        | 7:28         |
| 3.  | «Crazy Bal’heads»      | Vincent Ford, Rita Marley                     | Johnny 'Itch' Fox | 3:27         |
| 4.  | «Comin Around»         | Dougy Mandagi, Maxi Jazz, Rollo, Sister Bliss | Dougy Mandagi     | 7:26         |
| 5.  | «Tweak Your Nipple»    | Maxi Jazz, Rollo, Sister Bliss                |                   | 7:10         |
| 6.  | «Flyin' Hi»            | Maxi Jazz, Rollo, Sister Bliss                |                   | 7:13         |
| 7.  | «Love Is My Condition» | Mia Maestro, Maxi Jazz, Rollo, Sister Bliss   | Mía Maestro       | 5:22         |
| 8.  | «Feelin' Good»         | Dido, Maxi Jazz, Rollo, Sister Bliss          | Dido              | 7:08         |
| 9.  | «North Star»           | Dido, Maxi Jazz, Rollo, Sister Bliss          | Dido              | 6:04         |
| 10. | «Sun to Me»            | Maxi Jazz, Rollo, Sister Bliss                |                   | 7:51         |

| №   | Название | Длительность |
| --- | -------- | ------------ |
| 11. | «Happy»  | 4:00         |

| №   | Название     | Автор(ы)                       | Длительность |
| --- | ------------ | ------------------------------ | ------------ |
| 11. | «Scandalous» | Maxi Jazz, Rollo, Sister Bliss | 4:59         |

| №   | Название                                | Длительность |
| --- | --------------------------------------- | ------------ |
| 11. | «Not Going Home» (Seiji Speedy remix)   | 5:32         |
| 12. | «Sun to Me» (MYNC Remix)                | 9:01         |
| 13. | «Happy» (iTunes digital exclusive)      | 4:07         |
| 14. | «Sun to Me» (Gui Boratto remix)         | 6:53         |
| 15. | «Not Going Home video» (erotic version) | 3:15         |
| 16. | «A Minute With Maxi video»              |              |

### The Dance Never Ends
1. «Not Going Home (Eric Prydz remix)» — 6:40
2. «Feel Me (ATFC’s Spit Out the Sedative remix)» — 6:17
3. «Comin Around (The Temper Trap remix)» — 5:27
4. «Tweak Your Nipple (Crookers remix)» — 3:56
5. «Feelin Good (Kyau & Albert remix)» — 7:57
6. «Sun to Me (Mark Knights Co-production)» — 7:40
7. «Not Going Home (Armin Van Buuren remix)» — 7:09
8. «North Star (Calida remix)» — 3:30
9. «Feel Me (Penguin Prison remix)» — 4:47
10. «Tweak Your Nipple (Tiësto remix)» — 5:46

## Чарты и сертификации
| Страна     | Чарт (2010)          | Наивысшее место | Сертификация | Продажи/ отгрузки |
| ---------- | -------------------- | --------------- | ------------ | ----------------- |
| Бельгия    | Ultratop             | 1               | -            | -                 |
| Германия   | Media Control Charts | 10              | -            | -                 |
| Греция     | IFPI Greece          | 2               | -            | -                 |
| Дания      | Tracklisten          | 17              | -            | -                 |
| Нидерланды | Dutch Top 40         | 6               | -            | -                 |
| Польша     | OLiS                 | 20              | -            | -                 |
| Швейцария  | Schweizer Hitparade  | 4               | -            | -                 |